# 자은초등학교 (전남)
자은초등학교는 대한민국 전라남도 신안군 자은면 구영리에 있는 초등학교인데, 1926년 12월 1일, 자은공립보통학교로 첫 개교되었다.

## 학교 연혁
- 1926년 12월 1일 자은공립보통학교 개교
- 1938년 4월 1일 자은공립심상소학교 개칭
- 1941년 4월 1일 자은공립국민학교 개칭
- 1950년 2월 1일 자은국민학교 개칭
- 1967년 4월 1일 도서벽지학교 도서 '을'급 지정
- 1968년 4월 23일 자은국민학교 두리도분실 개설 및 도서벽지학교 '을'급 지정
- 1977년 3월 13일 두리도분실 폐실
- 1981년 3월 5일 병설유치원 개원
- 1986년 1월 1일 도서벽지학교 도서 '나'급 조정
- 1994년 3월 1일 자은서국민학교 분교장 격하 편입
- 1995년 3월 1일 자은서분교장, 자은남국민학교 폐교 및 본교 통폐합
- 1996년 3월 1일 자은초등학교 개칭
- 2000년 9월 1일 두봉초등학교 폐교 및 본교 통폐합
- 2001년 1월 1일 도서벽지학교 도서 '다'급 조정
- 2021년 4월 13일 도서벽지학교 벽지 '라'급 지정
- 2022년 2월 11일 제93회 졸업장 수여식(총 5,902명)
- 2022년 9월 1일 제42대 박군임 교장 부임

## 참고 자료
- 자은초등학교 - 한국교육학술정보원 학교알리미